# Spock's Beard (album)
Spock's Beard è un album del gruppo neoprogressive statunitense Spock's Beard.

## Tracce
1. On a Perfect Day (Nick D'Virgilio, Alan Morse, Stan Ausmus, John Boegehold) – 7:47
2. Skeletons at the Feast (Dave Meros, Boegehold) – 6:33
3. Is This Love (D'Virgilio) – 2:51
4. All That's Left (Meros, Boegehold) – 4:45
5. With Your Kiss (D'Virgilio) – 11:46
6. Sometimes They Stay, Sometimes They Go (Meros, Ausmus) – 4:31
7. The Slow Crash Landing Man (Meros, Boegehold) – 5:47
8. Wherever You Stand (D'Virgilio, Ryo Okumoto) – 5:09
9. Hereafter (Okumoto, Boegehold) – 5:01
10. As Far as the Mind Can See (Meros, Boegehold) – 17:10
  - I. Dreaming in the Age of Answers – 4:49
  - II. Here's a Man – 3:28
  - III. They Know We Know – 3:18
  - IV. Stream of Unconsciousness – 5:23
11. Rearranged (D'Virgilio) – 6:07

## Formazione
- Nick D'Virgilio – voce, batteria, percussioni, chitarra
- Alan Morse – chitarra elettrica, violoncello, voce (traccia 6), cori
- Dave Meros – basso, sitar, cori
- Ryo Okumoto – tastiera, cori
- Stan Ausmus – testi
- John Boegehold – testi